# 비너노이슈타트란트군

비너노이슈타트란트군의 위치

비너노이슈타트란트군(독일어: Bezirk Wiener Neustadt-Land)은 오스트리아 니더외스터라이히주에 위치한 군으로 행정 중심지는 비너노이슈타트이며 면적은 969.84km2, 인구는 80,854명(2023년 기준), 인구 밀도는 83명/km2이다. 헌장 도시로 지정된 비너노이슈타트를 두고 서로 떨어져 있다. 남서쪽으로는 노인키르헨군, 서쪽으로는 릴리엔펠트군, 북쪽으로는 바덴군, 북동쪽으로는 부르겐란트주 아이젠슈타트움게붕군, 동쪽으로는 부르겐란트주 마터스부르크군, 오버풀렌도르프군, 남동쪽으로는 부르겐란트주 오버바르트군, 남쪽으로는 슈타이어마르크주 하르트베르크퓌르스텐펠트군과 접한다.

## 하위 행정 구역
2개 도시, 19개 시장도시, 14개 일반 시를 관할한다.
- 도시
  - 에벤푸르트(Ebenfurth)
  - 키르히슐라크인데어부클리겐벨트(Kirchschlag in der Buckligen Welt)
- 시장도시
  - 바트에를라흐(Bad Erlach)
  - 바트피샤우브룬(Bad Fischau-Brunn)
  - 브롬베르크(Bromberg)
  - 펠릭스도르프(Felixdorf)
  - 구텐슈타인(Gutenstein)
  - 호흐노니키르헨그샤이트(Hochneukirchen-Gschaidt)
  - 크룸바흐(Krumbach)
  - 란첸키르헨(Lanzenkirchen)
  - 리흐텐뵈르트(Lichtenwörth)
  - 마르크트피스팅(Markt Piesting)
  - 페르니츠(Pernitz)
  - 슈바르첸바흐(Schwarzenbach)
  - 졸레나우(Sollenau)
  - 테레지엔펠트(Theresienfeld)
  - 발데크(Waldegg)
  - 비스마트(Wiesmath)
  - 빈첸도르프무트만스도르프(Winzendorf-Muthmannsdorf)
  - 뵐러스도르프슈타이나브뤼클(Wöllersdorf-Steinabrückl)
  - 칠링도르프(Zillingdorf)
- 일반 시
  - 바트쇠나우(Bad Schönau)
  - 에겐도르프(Eggendorf)
  - 호흐볼커스도르프(Hochwolkersdorf)
  - 호에반트(Hohe Wand)
  - 홀렌톤(Hollenthon)
  - 카첼스도르프(Katzelsdorf)
  - 리흐테네크(Lichtenegg)
  - 마첸도르프횔레스(Matzendorf-Hölles)
  - 미젠바흐(Miesenbach)
  - 무겐도르프(Muggendorf)
  - 로어임게비르게(Rohr im Gebirge)
  - 바이트만스펠트(Waidmannsfeld)
  - 발퍼스바흐(Walpersbach)
  - 바이커스도르프암슈타인펠데(Weikersdorf am Steinfelde)